# Новое (Чуйская область)
Новое (кирг. Новый) — село в Сокулукском районе Чуйской области Кыргызстана. Входит в состав Кызыл-Тууского аильного округа. Код СОАТЕ —41708 222 838 04 0.

## География
Село расположено в северо-западной части области, у подножья Киргизского хребта, к югу от Большого Чуйского канала, южнее города Шопоков. Абсолютная высота — 861 метр над уровнем моря.

## Население
| год     | 2009 | 2014 | 2015 |
| ------- | ---- | ---- | ---- |
| человек | 1055 | 503  | 543  |